# Лиманський Павло Тихонович
Лиманський Павло Тихонович (24 травня 1951 року, селище Диканька Полтавської області — 5 червня 2001 року, місто Полтава) — український хоровий диригент, педагог, заслужений працівник культури України (1988).
1969 року закінчив десять класів Зіньківської середньої школи № 2, 1976 — диригентсько-хоровий відділ Полтавського музичного училища ім. М. В. Лисенка у викладача В. В. Гурмаженка, а 1981 — диригентсько-хоровий факультет Київської державної консерваторії ім. П.Чайковського у професора Л. М. Венедиктова. Відтоді асистент, старший викладач, доцент, завідувач кафедри музичного виховання Полтавського державного педагогічного інституту ім. В. Г. Короленка; 1987—1992 роки — керівник самодіяльних хорів, народної хорової капели педінституту, хору «Візерунок» (Решетилівка), «Слов'янський світанок», Заслуженої капели бандуристок Полтавського міського будинку культури, камерного хору «Гілея».
Мав державні нагороди. Автор близько п'ятдесяти наукових праць — навчальних посібників, методичних рекомендацій і статей з проблем хорової культури і музичної педагогіки.
Хор, заснований Павлом Лиманським в ПНПУ, носить його ім'я (психолого-педагогічний факультет) з 29 жовтня 2002 року.

## Твори
- Левченко Г. С., Лиманський П. Т., Тягло Є. І. Хорове диригування: Навчальний посібник для студентів спеціальності 7010104, 7020411 «Початкове навчання і музичне виховання». Вип. І. — Полтава: ПДПІ, 1995.
- Лиманський П. Т. Українська церковна музика як історична пам'ять народу і сьогодення // Релігійна традиція в духовному відродженні України: матеріали Всеукраїнської наукової конференції / Комісія Верховної ради України з питань культури та духовного відродження; Інституту історії України АН України та ін. — Полтава: Вид-во «Полтава», 1992. — С. 68 — 69.
- Лиманський П. Т., Тягло Є. І. Вокально-хорова робота вчителів музики в дитячому хорі / ПДПІ ім. В. Г. Короленка. Каф. музики і співів. — Полтава, 1997. — 74 с.